# Ramtonholmen
Ramtonholmen est une île de la commune de Asker , dans le comté d'Akershus en Norvège.

## Description
L'île se trouve dans l'Oslofjord intérieur. Elle était historiquement attachée à l'ancienne commune de Røyken dans le comté de Buskerud, entre Nærsnes et Åros.
Elle est inhabitée et est réglementée en zone récréative. Elle est équipée de toilettes et d'un ponton pour les petits bateaux.